# 政府の存続
政府の存続（せいふのそんぞく、Continuity of government：COG）は、核戦争や有事、国家にとって致命的となる状況の時、政府の存続をはかることである。
政府存続計画は、第二次世界大戦中のイギリス政府から始まったとされ、特に核攻撃の可能性が高かった冷戦中に立案・整備が進んだ。

## 国別
カナダ
- 首相であったジョン・ディーフェンベーカーのラストネームからディーフェンベーカーと愛称で呼ばれるシェルターが、全国に多数作られた。

 フランス
- タヴェルニーにあった同国の核戦力強化センター、リヨン近くにある代替政府司令部が、政府存続計画の役割を果たす。

 ノルウェー
- 核攻撃の際、ノルウェー王室及び政府は、ブスケルー県にあるシェルターに避難する。

 イギリス
- イギリスにおける政府存続計画の中心は、国防省である。戦時最高中央政府（英語版）は、以前、採石場だった場所にある。

 アメリカ合衆国
- 主に平時に対応する施設としては、国防総省（国家軍事指揮センター）、北アメリカ航空宇宙防衛司令部（シャイアン・マウンテン空軍基地）、キャンプ・デービッド、連邦緊急事態管理庁（マウント・ウェザー緊急事態指揮センター（英語版））、アメリカ戦略軍があるオファット空軍基地（英語版）が挙げられる。
- また、指揮・通信を行なうために、E-4B、EC-135、E-6、エアフォースワンなどの航空機がある。